# 体調
| ウィキペディアには「体調」という見出しの百科事典記事はありません（タイトルに「体調」を含むページの一覧/「体調」で始まるページの一覧）。 代わりにウィクショナリーのページ「体調」が役に立つかもしれません。 |